# KK Dubrava Zagreb
KK Dubrava hrvatski je košarkaški klub iz zagrebačkog kvarta Dubrave. Natječe se u Premijer ligi.

## Povijest
1988./89. izborila je jedinstvenu Hrvatsku ligu u kojoj je igrala dvije sezone. Klub je od 1993. do 1996. nosio ime sponzora Benstona, a 2000./01. ime sponzora Done.1996. je prvi put zaigrala u europskim kupovima.

## Poznati igrači
- Mladen Cetinja[2]
- Petar Popović
- Slaven Rimac
- Lukša Andrić
- Sandro Nicević
- Dalibor Bagarić

## Poznati treneri
- Danijel Jusup
- Ivica Burić
- Srećko Medvedec
- Mladen Šestan

Usponu u vrh hrvatske košarke pridonijeli su: Marin Zirdum, Hrvoje Vlašić, Davor Vučković, Davor Šestak, Joško Pulja, Mladen Starčević, Boris Gnjidić, Tonči Mašina, Jakša Vulić, Srećko Medvedec,Nikola Kessler, Darko Krunić i drugi.

## Međunarodna natjecanja
Dubrava je u šest sezona sudjelovala u Kupu Radivoja Koraća po nazivima Benston i Dona Dubrava. Rezultati su prikazani:
- podebljano, za domaće utakmice
- normalne debljine, za gostujuće utakmice

### Kup Radivoja Koraća
| Premijer liga 2024./25.    | Premijer liga 2024./25. |
| -------------------------- | --- |
|                            | |
| Klubovi u sezoni 2024./25. | Alkar • Cedevita Junior • Cibona • Dinamo Zagreb • Dubrava • Dubrovnik • Kvarner 2010 • Split • Šibenka • Vrijednosnice Osijek • Zabok • Zadar |

| Premijer liga 2024./25.    | Premijer liga 2024./25. |
| -------------------------- | --- |
|                            | |
| Klubovi u sezoni 2024./25. | Alkar • Cedevita Junior • Cibona • Dinamo Zagreb • Dubrava • Dubrovnik • Kvarner 2010 • Split • Šibenka • Vrijednosnice Osijek • Zabok • Zadar |

| Hrvatski športski klubovi u međunarodnim natjecanjima | Hrvatski športski klubovi u međunarodnim natjecanjima |
| ----------------------------------------------------- | --- |
|                                                       | |
| futsal                                                | Split • Uspinjača Zagreb |
|                                                       | |
| hokej na ledu                                         | Medveščak Zagreb • KHL Sisak |
|                                                       | |
| košarka                                               | Kvarner Rijeka • Split • Šibenik • Zadar • Cedevita Zagreb • Cibona Zagreb • Dubrava Zagreb • Zagreb • Zrinjevac Zagreb |
|                                                       | |
| nogomet                                               | Slaven Belupo Koprivnica • Osijek • Rijeka • Segesta Sisak • Hajduk Split • Split • Šibenik • Varaždin • Kamen-Ingrad Velika - Papuk Velika • Cibalia Vinkovci • Dinamo Zagreb • Građanski Zagreb • HAŠK Zagreb • Hrvatski dragovoljac Zagreb • Lokomotiva Zagreb • Trešnjevka Zagreb • Zagreb • Zagreb XI |
|                                                       | |
| rukomet                                               | Bjelovar • Metković • NEXE Našice • Zamet Rijeka • Split • Medveščak Zagreb |
|                                                       | |
| rukomet – žene                                        | Osijek • Nada Split • Lokomotiva Zagreb • Trešnjevka Zagreb |
|                                                       | |
| vaterpolo                                             | Bellevue Dubrovnik • Primorje Rijeka • Jadran Split • Mornar Split • POŠK Split • Medveščak Zagreb |

| Hrvatski športski klubovi u međunarodnim natjecanjima | Hrvatski športski klubovi u međunarodnim natjecanjima |
| ----------------------------------------------------- | --- |
|                                                       | |
| futsal                                                | Split • Uspinjača Zagreb |
|                                                       | |
| hokej na ledu                                         | Medveščak Zagreb • KHL Sisak |
|                                                       | |
| košarka                                               | Kvarner Rijeka • Split • Šibenik • Zadar • Cedevita Zagreb • Cibona Zagreb • Dubrava Zagreb • Zagreb • Zrinjevac Zagreb |
|                                                       | |
| nogomet                                               | Slaven Belupo Koprivnica • Osijek • Rijeka • Segesta Sisak • Hajduk Split • Split • Šibenik • Varaždin • Kamen-Ingrad Velika - Papuk Velika • Cibalia Vinkovci • Dinamo Zagreb • Građanski Zagreb • HAŠK Zagreb • Hrvatski dragovoljac Zagreb • Lokomotiva Zagreb • Trešnjevka Zagreb • Zagreb • Zagreb XI |
|                                                       | |
| rukomet                                               | Bjelovar • Metković • NEXE Našice • Zamet Rijeka • Split • Medveščak Zagreb |
|                                                       | |
| rukomet – žene                                        | Osijek • Nada Split • Lokomotiva Zagreb • Trešnjevka Zagreb |
|                                                       | |
| vaterpolo                                             | Bellevue Dubrovnik • Primorje Rijeka • Jadran Split • Mornar Split • POŠK Split • Medveščak Zagreb |